# Armand Solie
Armand Solie (Gent, 28 april 1944 - 25 september 2019) was een Belgisch hockeyer en tennisser.

## Levensloop
Solie werd actief in het hockey bij La Gantoise HC. Met deze club werd hij driemaal zaalkampioen, finalist in de Beker van België en vice-landskampioen. Later maakte hij de overstap naar Royal Léopold HC. Met deze club werd hij onder meer landskampioen.
Daarnaast maakte hij van 1965 tot 1978 deel uit van het Belgisch hockeyteam, waarmee hij onder meer deelnam aan de Olympische Zomerspelen van 1968, 1972 en 1976. In totaal verzamelde hij ± 120 caps.
Na zijn spelerscarrière coachte hij verschillende teams, waaronder ook de nationale equipe. Ook was hij stichter van Indiana HTC te Zevergem. Tevens was hij betrokken bij de uitbouw van Constantia Hockey te Waregem.